# Улица Миклухо-Маклая
У́лица Миклу́хо-Макла́я (название с 1965 года) — улица в Юго-Западном административном округе города Москвы на территории района Коньково и Обручевского района. Расположена между Севастопольским проспектом и Ленинским проспектом. Счёт домов начинается от Ленинского проспекта. Слева примыкает улица Архитектора Белопольского. Справа примыкают улицы Академика Опарина, Академика Арцимовича. Пересекают улицу Миклухо-Маклая улицы Академика Волгина и Введенского.

## Происхождение названия
Названа в 1965 году в честь русского путешественника и учёного Н. Н. Миклухо-Маклая. Расположена в районе, где сосредоточены улицы, названные именами русских учёных. В первые годы существования называлась, о чём говорит памятная доска, установленная на доме 39, корпус 1, «улица Миклухи-Маклая».

## История
Начальный участок улицы возник в 1963 году при строительстве студенческого городка Российского университета дружбы народов имени Патриса Лумумбы). Тогда этот участок носил временное название «Проектируемый проезд № 4865». В 1965 году при застройке района Беляево-Богородское улица продлена до Профсоюзной улицы, а в 1970 году — до Битцевского лесопарка. В 1974 году на улице открыта станция метро «Беляево».

## Примечательные здания и сооружения
По нечётной стороне:
- № 23 — Российский государственный геологоразведочный университет имени Серго Орджоникидзе
- № 27а — кинотеатр «Витязь» (1971, снесён в 2019), на его месте ведется строительство Многофункционального общественного центра шаговой доступности «Витязь»[4].
- № 39, корп. 2 — жилой дом. Здесь жил литературовед и писатель Александр Чудаков[5].

По чётной стороне:
- № 6 — Российский университет дружбы народов имени Патриса Лумумбы
- № 16/10 — Институт биоорганической химии имени М. М. Шемякина и Ю. А. Овчинникова РАН
- № 22 — жилой дом. Здесь жила лётчица, Герой России Татьяна Сумарокова[6].

- На улице Миклухо-Маклая, 1984 г.
- Вид на дома по улице Миклухо-Маклая и улице Академика Арцимовича, 1990 г.
- Главное здание Российского университета дружбы народов имени Патриса Лумумбы на улице Миклухо-Маклая, 2007 г.
- Главное здание Российского университета дружбы народов имени Патриса Лумумбы на улице Миклухо-Маклая, февраль 2023 года
- Храм в начале улицы

## Транспорт
На улице организовано двустороннее движение автотранспорта по две полосы в каждом направлении. На пересечении улицы Миклухо-Маклая и Профсоюзной улицы расположена станция метро «Беляево». По улице проходят автобусы:
- От Ленинского проспекта до Севастопольского проспекта — 261
- От Ленинского проспекта до улицы Введенского — 404
- От Ленинского проспекта до Профсоюзной улицы — 752, 816
- От Ленинского проспекта до улицы Академика Волгина — 196, 226, 250, 699, c13
- От улицы Академика Опарина до улицы Введенского — с976
- От улицы Академика Волгина до Профсоюзной улицы — с954
- От Профсоюзной улицы до улицы Академика Опарина, обратно от Ленинского проспекта до Профсоюзной улицы — 145
- От Профсоюзной улицы до улицы Введенского — м90, 361, н16; с954 (только в указанном направлении)
- От Профсоюзной улицы до Севастопольского проспекта — 639
- От улицы Введенского до Севастопольского проспекта — 642; с923, с976 (только в указанном направлении)
- От улицы Введенского до улицы Академика Опарина, обратно от улицы Академика Волгина до улицы Введенского — 273

Также на улице Миклухо-Маклая (к северо-западу от перекрёстка с Профсоюзной улицей) расположена конечная остановка «Метро „Беляево“» автобусов т81, м90, 361, 712. На этой же улице, у дома 20, расположена конечная остановка «Улица Миклухо-Маклая, 20» автобусов 145, 752, с954.